# Крістіан Ганя
Крістіан Ганя (рум. Cristian Ganea, нар. 24 травня 1992, Бистриця) — румунський футболіст, лівий захисник клубу «Панатінаїкос».

## Клубна кар'єра
Народився 24 травня 1992 року в місті Бистриця. Розпочав займатись футболом у клубі «Інтер» (Віїшоара), а у віці одинадцяти років він з родиною переїхав до іспанського міста Басаурі у країні Басків, де продовжив навчатись футболу, провівши три сезони у академії «Басконії» та ще два у школі клубу «Індартсу». Влітку 2010 року Ганя підписав контракт з «Мальоркою», за молодіжну команду якої виступав у сезоні 2010/11, а влітку 2011 року пройшов передсезонний збір з резервною командою «Мальорка Б», після чого був відданий в оренду в команду «Сантаньї». У балеарському клубі за півтора роки він провів 50 матчів і забив 19 голів у Терсері, з них сім з пенальті.
У січні 2013 року Ганя повернувся на батьківщину, ставши гравцем клубу «Тиргу-Муреш» з другого дивізіону, де дограв той сезон, після чого перейшов до складу іншої команди Ліги II «КС Університатя». Зі «студентами» Ганя у першому ж сезоні зумів вийти до елітного дивізіону, втім сам залишився у нижчій лізі, ставши гравцем клубу «Сегята». Ця команда по ходу сезону 2014/15 через борги були виключена зі змагань і у другій частині сезону Ганя виступав за «Брашов», у складі якого дебютував у найвищому дивізіоні, але не врятував команду від вильоту.
Влітку 2015 року Ганя уклав контракт з клубом «Вііторул». У сезоні 2015/16 років клуб фінішував п'ятим та пройшов кваліфікацію до Ліги Європи УЄФА, а у наступному сезоні команда вперше у своїй короткій історії стала чемпіоном Румунії. Ганя був основним гравцем протягом обох сезонів, а у третьому дебютував з нею у кваліфікаційному раунді Ліги чемпіонів.
15 січня 2018 року «Атлетік Більбао» оголосив про підписання трирічного контракту з можливістю продовження ще на один рік з Крістіаном, який вступить в силу влітку, після завершення угоди з румунською командою. Втім майже одночасно з прибуттям у Більбао, клуб підписав іншого лівого захисника Юрі Берчіче, який швидко став основним гравцем команди, а попередній основний лівий захисник Мікель Баленсіага також все ще залишався у команді, через що румун практично не мав шансів закріпитись у новій команді. В результаті у клубі він дебютував лише 28 листопада 2018 року в матчі Кубка Іспанії «Уески», вийшовши на заміну на 73-й хвилині. П'ять днів потому він дебютував і у Ла Лізі в грі проти «Леванте» (0:3), але на початку другої половини поєдинку отримав травму і його замінив Маркель Сусаета.
9 січня 2019 року Ганя був відданий в оренду «Нумансії» з Сегунди, де до кінця сезону зіграв 17 матчів, після чого повернувся в «Атлетік», але знову зазнав травми і так і не зіграв за команду до того, як знову відправитись в оренду, цього разу назад до свого колишнього клубу «Вііторул», в січні 2020 року. Зігравши лише у 6 матчах, чемпіонат у Румунії було призупинено через пандемію COVID-19, в результаті термін дії оренди Гані закінчився до завершення чемпіонату і він, зігравши ще 4 гри, повернувся до Іспанії в липні 2020 року з можливістю взяти участь у кількох останніх турах Ла Ліги за «Атлетік», які також були відкладені через пандемію, втім на поле за іспанську команду більше не виходив. По завершенні того сезону 11 серпня 2020 року контракт Гані з «Атлетіком» був розірваний.
14 серпня 2020 року Ганя підписав дворічну угоду з грецьким «Арісом».

## Виступи за збірну
Коли Крістіан займався футболом у академії іспанських клубів, його викликали до збірної країни Басків до 18 років. Завдяки цьому у майбутньому футболіст отримав можливість зіграти за «Атлетік Більбао», у складі якого, за традицією, можуть виступати лише баски.
13 червня 2017 року дебютував в офіційних іграх у складі національної збірної Румунії в товариському матчі проти Чилі (3:2), вийшовши у стартовому складі, а на 70-й хвилині його замінив Богдан Циру. Станом на грудень 2022 року зіграв у 8 матчах за збірну.

## Титули і досягнення
- Чемпіон Румунії (1):

«Вііторул»: 2016–17

## Особисте життя
Його мати переїхала до іспанського регіону Візкая в пошуках роботи в березні 2004 року, а незабаром до неї приєдналися її чоловік, дочка Іонела та сам Крістіан. З 2015 року їх батьки (Віорел і Адіна) є власниками Kanela Kafe, розташованого в Басаурі.